# ビキニ環礁空港
ビキニ環礁空港（英: Bikini Atoll Airport）は、マーシャル諸島ビキニ環礁のエニュー島にある空港である。空港からビキニ環礁の主島ビキニ島まではモーターボートで約30分程かかる。

## 就航路線
| 航空会社           | 就航地                     |
| ------------------ | -------------------------- |
| マーシャル諸島航空 | クワジェリン、ロンゲラップ |